# 3654 AAS
3654 AAS (1949 QH1) là một tiểu hành tinh vành đai chính được phát hiện ngày 21 tháng 8 năm 1949 bởi Đài thiên văn Goethe Link ở Brooklyn.